# True Blue (nummer)
"True Blue" is een single van Madonna, het titelnummer en derde single van haar album True Blue (1986). Het nummer "True Blue" valt te categoriseren als bubblegumpop. Het nummer haalde in de top 40 de nummer 4-positie en was een nummer 1-hit in Groot-Brittannië.

## Achtergrondinformatie
"True Blue" werd geschreven door Madonna voor haar toenmalige echtgenoot Sean Penn. Ze zong het lied tijdens haar tournee Who's That Girl in 1987. Daarna zong ze het bijna dertig jaar niet. Pas in 2015, tijdens de tournee Rebel Heart, bracht ze het weer ten gehore. Tijdens een van deze concerten was Sean Penn ook aanwezig.

## Videoclip
De Europese clip werd geregisseerd door James Foley, met wie Madonna op dat moment samenwerkte voor de film Who's That Girl en die eerder dat jaar de clip voor Live to Tell al had gemaakt.
MTV schreef een wedstrijd uit waarin kijkers hun eigen video voor "True Blue" konden inzenden. Duizenden kijkers deden hieraan mee en alle inzendingen werden tijdens een dag lange uitzending van MTV getoond. De winnaar kreeg een cheque van 25.000 dollar.

## Overig gebruik
"True Blue" wordt in de Spaanse musicalfilm 20 centímetros gezongen door de hoofdrolspeelster Mónica Cervera.